# Don't Kill the Magic
Don’t kill the magic es el álbum de estudio debut de la banda estadounidense MAGIC!, publicado el 30 de junio de 2014.

## Sencillos
«Rude» fue el primer sencillo del álbum, lanzado el 11 de octubre de 2013. Consiguió entrar en las listas de popularidad tras una semana de su publicación, entrando en el número 97 del Billboard Hot 100 la semana del 17 de mayo de 2014. Ingresó al top diez con seis semanas en lista, y en su 12a. semana consiguió desbancar a «Fancy» de Iggy Azalea y Charli XCX del número 1, donde permaneció 6 semanas seguidas en total. En Canadá tuvo menor fama, llegando al número seis tras trece semanas de su publicación, y en países como el Reino Unido, Australia o Nueva Zelanda estuvo en los números 1, 5 y 3, respecitvamente. El segundo sencillo, la canción que da nombre al álbum, fue publicado el 4 de abril de 2014. Tuvo menor recepción en las listas, llegando al número 53 de Australia y al 22 de Canadá. «Let Your Hair Down» se puso a la venta el 7 de octubre de 2014. Este tuvo más fama nacional que internacional, pero a pesar de la gran popularidad y la alta resonancia en las radios de «Let Your Hair Down», solamente consiguió el número 20 del Canadian Hot 100. El último sencillo, No Way, No!, salió al 3 de marzo de 2015.

## Recepción

### Comercial

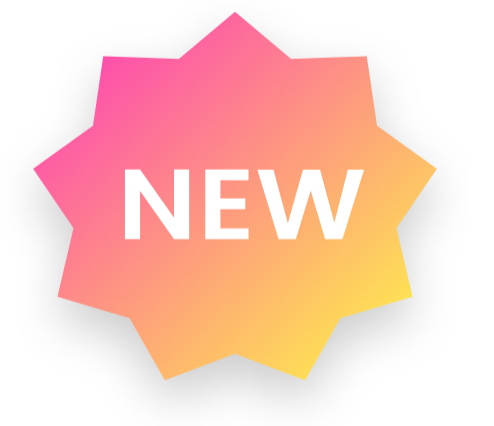
Don’t Kill The Magic! consiguió entrar en el número 6 del Billboard 200

En Estados Unidos, la semana del 19 de julio de 2014, tres semanas más tarde de su publicación, el álbum apareció en el número 6 del Top Albums 200. Con 156.000 copias vendidas en total, a lo largo del año, las copias se extendieron, Don’t kill the magic fue certificado como 3xPlatino por la RIAA tras apenas un año de su lanzamiento. En Canadá, (su país de Origen) debutó al número 5 de Canadian Albums Chart de Billboard.
En países como Reino Unido el recibimiento fue menor, entrando en el número 19, con 19.000 copias vendidas dicha semana, y a la siguiente caer más de diez posiciones en lista.
En Nueva Zelanda, la acogida no fue tan buena como en Estados Unidos, pero si mejor que en Reino Unido y Australia. El álbum entró en el número 30, donde fue subiendo y bajando posiciones hasta permanecer 21 semanas en lista. Al final, en su semana 15a., consiguió el número 27, convirtiéndose en su mejor posición. Se estiman que se vendieron cerca de 20.000 copias en ese período.
Según Sony, el sencillo homónimo «Don't Kill the Magic!» vendió 8,6 millones de copias en todo el mundo entre 2014 y 2016.

### Crítica
Unmusicians les dio una calificación de cuatro estrellas sobre cinco, diciendo que:

Calificación: 4/5
Con los talentosos miembros de MAGIC!, no es de extrañar que hayan hecho un álbum que sea diferente de lo que está en las listas de hoy en día. Es muy refrescante escuchar en comparación con los ritmos y las voces sobreproducidas. También es muy agradable ver a una banda canadiense recibir el éxito a nivel internacional.

## Lista de canciones
Edición Estándar
| Standard version |                                    |                                 |          |  |
| N.º              | Título                             | Producer(s)                     | Duración |  |
| 1.               | «Rude»                             | Messinger                       | 3:44     |  |
| 2.               | «No Evil»                          | Messinger Atweh Pellizzer Tanas | 3:22     |  |
| 3.               | «Let Your Hair Down»               | Messinger Atweh Pellizzer Tanas | 4:25     |  |
| 4.               | «Stupid Me»                        | Messinger Atweh Pellizzer Tanas | 3:44     |  |
| 5.               | «No Way No»                        | Messinger Atweh Tanas           | 3:51     |  |
| 6.               | «Paradise»                         | Messinger                       | 3:55     |  |
| 7.               | «Don't Kill the Magic»             | Messinger Atweh Pellizzer Tanas | 3:37     |  |
| 8.               | «One Woman One Man»                | Messinger Atweh                 | 3:59     |  |
| 9.               | «Little Girl Big World»            | Messinger                       | 3:23     |  |
| 10.              | «Mama Didn't Raise No Fool»        | Messinger                       | 4:07     |  |
| 11.              | «How Do You Want to Be Remembered» | Messinger Atweh                 | 4:03     |  |

Bonus tracks de la versión de lujo

| Don't Kill the Magic — Japanese Version (bonus tracks) |                   |                 |          |  |
| N.º                                                    | Título            | Producer(s)     | Duración |  |
| 12.                                                    | «I Would»         | Messinger Atweh | 2:53     |  |
| 13.                                                    | «Rude (Acoustic)» | Messinger       | 3:43     |  |

## Posicionamiento
| País           | Lista                     | Mejor posición |
| América        | América                   | América        |
| -------------- | ------------------------- | -------------- |
| Estados Unidos | Billboard 200             | 6              |
| Canadá         | Billboard Canadian Albums | 5              |
| Europa         |                           |                |
| Reino Unido    | UK Singles Chart          | 19             |
| Nueva Zelanda  | NZ Singles chart          | 21             |
| Australia      | ARIA Singles chart        | 23             |

## Certificaciones
| País   | Organismo certificador | Certificación | Ventas certificadas | Ref.   |
| ------ | ---------------------- | ------------- | ------------------- | ------ |
| México | AMPROFON               | Platino       | 60 000              | [ 13 ] |